# Cornufer vogti
Espèce
Synonymes
- Rana ventricosus Vogt, 1912
- Rana vogti Hediger, 1934
- Discodeles vogti (Hediger, 1934)

Statut de conservation UICN

 LC  : Préoccupation mineure
Cornufer vogti est une espèce d'amphibiens de la famille des Ceratobatrachidae.

## Répartition
Cette espèce est endémique de Rambutyo dans les îles de l'Amirauté en Papouasie-Nouvelle-Guinée.

## Étymologie
Cette espèce est nommée en l'honneur de Theodor Vogt.

## Publications originales
- Hediger, 1934 : Beitrag zur Herpetologie und Zoogeographie Neu Britanniens und einiger umliegender Gebiete. Beitrag zur Herpetologie und Zoologeographie New Britanniens. Zoologische Jahrbücher. Abteilung für Systematik, Ökologie und Geographie, vol. 65, p. 441-582.
- Vogt, 1912 : Reptilien und Amphibien aus Hollandisch-Neu-Guinea. Sitzungsberichte der Gesellschaft Naturforschender Freunde zu Berlin, vol. 1912, p. 355-359 (texte intégral).